# Yuxarı Qapanlı
 Yuxarı Qapanlı è un comune dell'Azerbaigian situato nel distretto di Tərtər.